# 弗亞曾卡
51°25′53″N 33°54′41″E / 51.43139°N 33.91139°E
弗亞曾卡（烏克蘭語：В'язенка）是位於烏克蘭東北部的村莊，由蘇梅州科諾托普區的普蒂夫利市鎮負責管轄。該村處於克列文河右岸，距離羅夏和斯特里利尼基2公里，海拔高度141米，2001年人口409。